# Miocè
El Miocè o Miocé és la primera època del Neogen, una de les subdivisions del Cenozoic. Comprèn el temps entre el final de l'Oligocè (fa 23,0 ± 0,1 milions d'anys) i el principi del Pliocè (fa 5,3 ± 0,1 milions d'anys). El límit Oligocè-Miocè no queda marcat per un únic esdeveniment global de fàcil identificació, sinó que es troba en límits regionals entre l'Oligocè superior, més càlid, i l'Aquitanià, més fred. De la mateixa manera, el límit Miocè-Pliocè també es troba en límits regionals entre el Messinià, més càlid, i el Pliocè inferior, més fred. Com en altres períodes geològics, els estrats que delimiten aquest període estan ben identificats, però no han estat datats amb màxima precisió.
El nom del Miocè, definit per l'anglès Charles Lyell, prové dels mots grecs μείων (meiōn, menys) i καινός (kainos, nou), i fa referència a l'escassa diversitat relativa d'invertebrats marins en aquesta època; el 17% d'espècies del Miocè encara viu en l'actualitat, en comparació amb un 50%-67% de les espècies del Pliocè.

## Subdivisions
| Període                                                        | Sèrie    | Estage       | Edat (Ma)  |
| -------------------------------------------------------------- | -------- | ------------ | ---------- |
| Quaternari                                                     | Plistocè | Gelasià      | més recent |
| Neogen                                                         | Pliocè   | Plasencià    | 3,6        |
| Neogen                                                         | Pliocè   | Zanclià      | 5,333      |
| Neogen                                                         | Miocè    | Messinià     | 7,246      |
| Neogen                                                         | Miocè    | Tortonià     | 11,63      |
| Neogen                                                         | Miocè    | Serraval·lià | 13,82      |
| Neogen                                                         | Miocè    | Languià      | 15,97      |
| Neogen                                                         | Miocè    | Burdigalià   | 20,44      |
| Neogen                                                         | Miocè    | Aquitanià    | 23,03      |
| Paleogen                                                       | Oligocè  | Catià        | més antic  |
| Subdivisió del període Neogen segons IUGS, el juliol del 2009. |          |              |            |

El Miocè se subdivideix en Miocè inferior (Aquitanià+Burdigalià), Miocè mitjà (Languià+Serraval·lià) i Miocè superior (Tortonià+Messinià). De manera menys habitual, també es pot subdividir únicament en inferior i superior.
Els sis estatges faunístics del Miocè són:
- Aquitanià: començà fa 23,03 milions d'anys. Estratigràficament, el seu inici queda marcat per la cronozona de polaritat magnètica C6Cn.2n, la primera aparició del foraminífer planctònic Paragloborotalia kugleri i la quasi-extinció del nanofòssil calcari Reticulofenestra bisecta. El seu final queda marcat per una de les primeres aparicions del foraminífer planctònic Globigerinoides altiaperturus o la part superior de la cronozona de polaritat magnètica C6An. S'acabà fa 20,43 ± 0,05 milions d'anys i el seu nom, encunyat el 1850 pel geòleg suís Karl Mayer-Eymar, fa referència al nom llatí d'Aquitània, una regió francesa.[1]
- Burdigalià: començà fa 20,43 ± 0,05 milions d'anys. Estratigràficament, el seu inici queda marcat per una de les primeres aparicions del foraminífer planctònic Globigerinoides altiaperturus o la part superior de la cronozona de polaritat magnètica C6An. El seu final queda marcat per una de les primeres aparicions del foraminífer planctònic Praeorbulina o la part superior de la cronozona de polaritat magnètica C5Cn.1n. S'acabà fa 15,97 ± 0,05 milions d'anys i el seu nom, encunyat el 1892 pel geòleg rossellonès Charles Depéret, fa referència a Burdigala, el nom original cèltic de l'actual Bordeus.[4]
- Languià: començà fa 15,97 ± 0,05 milions d'anys. Estratigràficament, el seu inici queda marcat per una de les primeres aparicions del foraminífer planctònic Praeorbulina o la part superior de la cronozona de polaritat magnètica C5Cn.1n. Durant aquest període es produí la disrupció del Miocè mitjà, una onada d'extincions que afectà tant els organismes marins com els terrestres, les causes de la qual encara no es coneixen amb certesa.[5] El seu final queda marcat per una de les primeres aparicions del nanofòssil Sphenolithus heteromorphus, dins de la cronozona de polaritat magnètica C5ABr. S'acabà fa 13,65 ± 0,05 milions d'anys i el seu nom, encunyat el 1865 pel geòleg italià Lorenzo Pareto, fa referència a les Langhe, una zona muntanyosa del Piemont.[6]
- Serraval·lià: començà fa 13,65 ± 0,05 milions d'anys. Estratigràficament, el seu inici queda marcat per una de les primeres aparicions del nanofòssil Sphenolithus heteromorphus, dins de la cronozona de polaritat magnètica C5ABr. El seu final queda marcat per les últimes aparicions comunes del nanofòssil calcari Discoaster kugleri i el foraminífer planctònic Globigerinoides subquadratus, i està associat amb el subcron curt de polaritat normal C5r.2n. S'acabà fa 11,608 ± 0,005 milions d'anys i el seu nom, encunyat el 1864 pel geòleg italià Lorenzo Pareto, fa referència a Serravalle Scrivia, un municipi de la província d'Alessandria.[7]
- Tortonià: 11,608 – 7,246 milions d'anys
- Messinià: 7,246 – 5,332 milions d'anys

## Clima
El clima del Miocè va seguir sent moderadament càlid, tot i que el refredament global que acabaria portant al Plistocè encara continuava.

## Paleogeografia
Els continents van continuar a moure's vers les seves posicions actuals. De tots els trets geològics moderns, només hi mancava el pont terrestre entre Amèrica del Sud i Amèrica del Nord.
Hi tingué lloc també l'aparició de muntanyes a l'oest d'Amèrica del Nord i a Europa. Tant els dipòsits marins com continentals del Miocè són comuns en tot el món a prop de les costes actuals. També hi ha exposicions continentals ben estudiades en les Grans Planes Americanes i a l'Argentina.

## Flora
L'herba començà a escampar-se, i juntament amb ella els herbívors menjadors d'herba.

## Fauna
Tant la fauna marina com continental eren bastant modernes. Només en llocs aïllats com Sud-amèrica o Austràlia hi havia fauna realment divergent.

### Mamífers

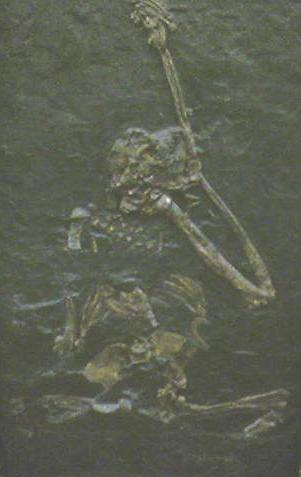
Oreopithecus bambolii, un dels últims hominoïdeus a aparèixer al Miocè.

El Miocè és la primera època del Neogen, i el món ja començava a assemblar-se marcadament al d'avui en dia. Tant la fauna marina com la terrestre eren bastant modernes, tot i que els mamífers marins eren menys nombrosos. Tanmateix, encara romanien animals molt divergents a Sud-amèrica i Austràlia, que es trobaven aïllades de la resta dels continents. A principi del Miocè encara hi havia diversos grups de l'Oligocè amb una gran diversitat, com ara els nimràvids, els entelodonts i els cavalls de tres peülles. Com en l'Oligocè, els mericoidodontoïdeus encara eren diversos, però acabarien desapareguent al Pliocè molt primerenc. A l'acabament del Miocè, els mamífers esdevingueren encara més moderns, amb l'aparició de hiènids, cànids, ossos rentadors, cavalls, castors, cérvols, camells i balenes recognoscibles, així com grups extints com ara els borofagins, els gomfoteris, els cavalls de tres peülles, o rinoceronts semiaquàtics i amb banyes petites com ara Teleoceras o Aphelops. Amb la formació de les primeres illes entre Sud- i Nord-amèrica a la fi del Miocè, peresosos gegants com ara Thinobadistes pogueren saltar d'illa en illa cap a Nord-amèrica.
Els simis i micos començaren a estendre's d'Àfrica a Europa i Àsia durant el Miocè. Poc després, els seguiren els loris i els tarsers, Els primers fòssils d'homínids foren descoberts al nord d'Àfrica i daten de fa entre vuit i cinc milions d'anys. Els micos del Vell Món no desapareixerien d'Europa fins fa uns 1,8 milions d'anys. També evolucionaren els primers cercopitecoïdeus, incloent-hi gèneres coneguts com ara Proconsul, Dendropithecus o Nyanzapithecus, tots de l'est d'Àfrica. La presència d'altres hominoïdeus no cercopitècids del Miocè mitjà de localitats molt distants (com Otavipithecus de jaciments cavernosos de Namíbia, o Pierolapithecus i Dryopithecus de França, Catalunya i Àustria) demostra una gran diversitat de formes arreu d'Àfrica i la conca del Mediterrani durant els règims climàtics càlids i relativament estables del Miocè inferior i mitjà. L'hominoïdeu més recent del Miocè, Oreopithecus, fou descobert en estrats italians de fa nou milions d'anys.
Els carnívors evolucionaren en un dels seus grups fòssils més coneguts, el dels hemicionins. Els hemicionins, o «ossos-gos», eren carnívors semblants a ossos. Mesuraven aproximadament 150 cm de llarg i 70 cm d'alt, amb proporcions semblants a les dels tigres i dents semblants a les dels gossos. Visqueren a Europa, Àsia i Nord-amèrica, i possiblement a Àfrica. Hi ha un ample consens que els hemicionins eren hipercarnívors (s'alimentaven estrictament de carn) i grans depredadors. A diferència dels ossos moderns, els hemicionins caminaven sobre els dits, és a dir, no eren plantígrads sinó digitígrads, amb llargs metàpodes. Això suggereix que els hemicionins devien haver estat caçadors actius i bons corredors, i aparentment caçaven a les planes, possiblement en grups.
Al Miocè tingué lloc la transició de les formes primitives d'èquids a les formes modernes. Animals com ara Parahippus, Merychippus o Hipparion continuaren l'evolució cap a unes potes tridàctiles. Els èquids havien continuat augmentant de mida i ja tenien unes dimensions semblants a les d'un poni. Aquesta tendència es completà amb Pliohippus, morfològicament molt similar als Equus d'avui en dia i que durant molt de temps en fou considerat l'avantpassat directe. Es tractava d'un veloç animal d'estepes.

### Aus
Aus com el corb, l'ànec o el mussol van aparèixer durant el Miocè.

## Oceans
Els oceans van continuar refredant-se, i les algues marrons, anomenades varec, van proliferar, donant aliment a noves espècies marines, com les llúdries, peixos i diversos invertebrats.

## A Catalunya
El major exponent a Catalunya és la depressió del Vallès-Penedès, amb una gran riquesa fossilífera. Un dels jaciments més importants de Catalunya és el d'Els Cassots, a prop de Sant Sadurní d'Anoia.